# Lainiorivier
De Lainiorivier (Zweeds: Lainio älv) is een rivier die ergens begint in het hooggebergte dat ligt bij het drielandenpunt tussen Zweden, Noorwegen en Finland. Haar meeste water ontvangt zij uit het Råstojaure, die afwatert via de Råstrivier, die samen met de Tavvarivier de twee grootste bronrivieren vormt. De Lainiorivier stroomt als vrij snel door het moerasgebied dat haar omringt en slingert haar weg via Övre Soppero, Nedre Soppero , Lainio en Kangos om uiteindelijk haar water bij te dragen aan de Torne. De rivier is ca 250 m lang; haar afwateringsgebied is 6300 km². Belangrijkste zijrivieren zijn de Saankirivier en de Pulsurivier. De coördinaten en punt op de kaart zijn van het punt waar Råstrivier en Tavvarivier samenstromen. Tevens staat deze rivier bekend om de enorme populaties zalm die er leeft.
De Lainiorivier heeft een naamgenoot met achtervoegsel "joki" als zijrivier.